# Crișul Alb (sit SCI)
Crișul Alb este o arie protejată (arie specială de conservare — SAC, sit de importanță comunitară — SCI) din România, desemnată în scopul protejării biodiversității și menținerii într-o stare de conservare favorabilă a florei spontane și faunei sălbatice, precum și a habitatelor naturale de interes comunitar aflate în arealul zonei de protecție. Aceasta se întinde în vestul țării, pe teritoriul administrativ al județului Arad.

## Localizare
Aria naturală se află în extremitatea nord-vestică a județului Arad, întinsă de-a lungul luncii Crișului Alb, de la Chișineu-Criș până la Vărșand (aproape de granița cu Ungaria), în apropierea drumului național DN79, care leagă Aradul de municipiul Oradea. Centrul sitului Crișul Alb este situat la coordonatele 46°33′50″N 21°26′16″E / 46.563764°N 21.437814°E. Acesta se întinde pe teritoriul administrativ al orașului Chișineu-Criș și pe cele ale comunelor Pilu și Socodor.

## Înființare
Crișul Alb a fost declarat sit de importanță comunitară (ROSAC0048)  prin Ordinul Ministerului Mediului și Dezvoltării Durabile Nr.1964 din 13 decembrie 2007 (privind instituirea regimului de arie naturală protejată a siturilor de importanță comunitară, ca parte integrantă a rețelei ecologice europene Natura 2000 în România) și se întinde pe o suprafață de 826,9 hectare. Situl a fost protejat și ca arie specială de conservare (ROSAC0048) în mai 2022.

## Biodiversitate

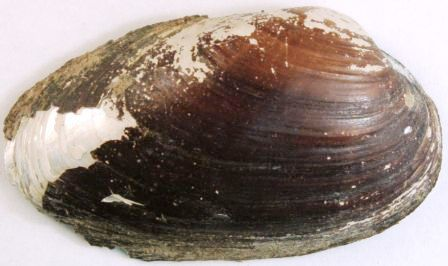
Scoică-mică-de-râu (Unio crassus)

Situl reprezintă o zonă (încadrată în regiunea biogeografică panonică) în lunca Crișului Alb (Câmpia de Vest), arie protejată (râuri, mlaștini, turbării, lunci aluviale, pajiști, păduri de foioase) ce adăpostește, conservă și protejază o comunitate importantă de scoici, cu indivizi din specia Unio crassus (scoică-mică-de-râu), specie cu risc ridicat de dispariție în sălbăticie,  aflată pe lista roșie a IUCN).
Flora este constituită din specii arboricole de: stejar (Quercus robur),  frasin comun (Fraxinus excelsior), frasin de câmp (Fraxinus angustifolia), velniș (Ulmus laevis), salcie albă (Salix alba) sau plop alb (Populus alba).
La nivelul ierburilor sunt întâlnite plante cu specii de: coada-vulpii (Alopecurus pratensis), sorbestrea (Sanguisorba officinalis), pălămidă (Cirsium brachycephalum), pipiriguț (Eleocharis carniolica) sau trifoi cu patru foi (Marsilea quadrifolia).

## Căi de acces
- Drumul național DN79 pe ruta: Arad - Zimandu Nou - Șimand - Nădab - Chișineu-Criș.